# Mik
Mik, nome artístico de Henning Dahl Mikkelsen, (Skive, 1915 - 1982), foi um escritor e cartunista dinamarquês naturalizado norte-americano, criador das tiras de quadrinhos chamada Ferd'nand.
É considerado um dos maiores cartunistas dinamarqueses

## Carreira
Após cursar artes mudou-se para Copenhague, onde passou a trabalhar em uma empresa de cinema, o que o levou a uma visita a Londres em 1935. Dois anos mais tarde lançou seu personagem Ferd'nand que, entretanto, não foi de imediato publicado nos jornais de seu país. Isto se deu somente após dois jornais londrinos comprarem seus trabalhos, publicando em pequenos periódicos dinamarqueses, a partir de maio de 1937. Foi apenas depois de os jornais americanos New York Herald Tribune e o Chicago Tribune comprarem as tiras que os jornais de Copenhagen demonstraram interesse por seu trabalho.
O sucesso da tira se deu após a II Guerra Mundial, quando adota o pseudônimo e muda-se para os Estados Unidos, onde estava seu maior público. Por essa época trabalhava em outros projetos gráficos, como a série em quadrinhos de personagens viquingues "De Gamle Guder" (tradução: Os Deuses Antigos), ou a ilustração da revista infantil "Lise og Lesse" (interrompida por ele em 1946 e continuada por Ib Steinaa, sem o mesmo sucesso).
A tira Ferd'nand, em estilo de pantomima, teve continuidade por outros artistas, com destaque para Al Plastino, até o ano de 2004.